# Opéra Süreyya
L'Opéra Süreyya, également appelé Centre Culturel Süreyya (en turc : Süreyya Operası ou Süreyya Kültür Merkezi), est une salle d'opéra située dans le quartier Kadıköy dans le centre d'Istanbul, en Turquie. Le bâtiment a été conçu par l'architecte arménien ottoman Kegham Kavafyan  sur ordre d'un député d'Istanbul, Süreyya İlmen. Il a été créé à l'origine en 1927 comme le premier théâtre musical de la partie anatolienne d'Istanbul. Cependant, en raison du manque d'installations et d'équipements appropriés au théâtre, les opérettes n'ont pas été mises en scène avant 2007. Le lieu était plutôt utilisé comme salle de cinéma jusqu'à ce que le bâtiment subisse une restauration fonctionnelle et rouvre en tant qu'opéra le 14 décembre 2007 .

## Histoire
Süreyya Pacha (plus tard Süreyya İlmen) a commencé la construction du bâtiment en 1924 pour répondre au besoin d'un lieu pour des événements culturels et sociaux, qui faisait défaut à Kadıköy. Il a été impressionné par le glamour des théâtres célèbres d'Europe lors de ses visites. Les influences esthétiques et fonctionnelles dans la conception architecturale du bâtiment se reflètent dans le foyer, un exemple de l'Art Déco inspiré du théâtre des Champs-Elysées à Paris, et à l'intérieur, qui présente des caractéristiques stylistiques de l'architecture allemande. Par l'ordre du député d'Istanbul, Süreyya İlmen, Kegham Kavafyan a été nommé architecte qui concevrait l'Opéra Süreyya, qui a été achevé en 1927 . Appelé Süreyya Opereti (Opérette Süreyya) et ouvert le 6 mars 1927, le théâtre fut le premier lieu d'opéra de la partie asiatique d'Istanbul et le sixième de toute la ville ,.
La scène du théâtre musical n'étant pas entièrement terminée et aucune loge d'artiste n'étant fournie, les représentations d'opérette n'ont jamais eu lieu. Seules des pièces de théâtre étaient jouées quelques jours par semaine. En 1930, l'équipement technique nécessaire à la projection de films sonores a été installé et désormais le lieu a été rebaptisé Süreyya Sineması (ou Cinéma Süreyya). Hikmet Nazım, père du poète renommé Nazım Hikmet, a été nommé premier directeur du cinéma .
La salle de bal du deuxième étage a servi pendant de nombreuses années de salle de mariage. Il a accueilli la troupe de théâtre "Kadıköy Sahnesi" pendant cinq ans à partir de 1959. Plus tard, l'espace a été utilisé comme atelier de confection.
Süreyya İlmen a fait don du théâtre en 1950 à " Darüşşafaka Cemiyeti ", une organisation caritative pour la promotion de l'éducation des enfants orphelins en situation de pauvreté, à condition de percevoir les revenus du vivant de sa femme. Il mourut en 1955 et son épouse Adalet İlmen mourut en 1966 . Le cinéma, repris par l'association caritative, a ensuite été dirigé par leur fille puis par les petits-fils de Süreyya İlmen.
Le foyer du cinéma Süreyya a été rénové en 1996 et des équipements techniques de pointe ont été acquis en 2003. De plus, l'extérieur du bâtiment a fait l'objet d'un reconditionnement conforme à la conception d'origine. Cependant, tous ces efforts et les investissements consentis pour la modernisation n'ont pas apporté le résultat escompté d'augmentation de spectateurs .

## Réaménagement

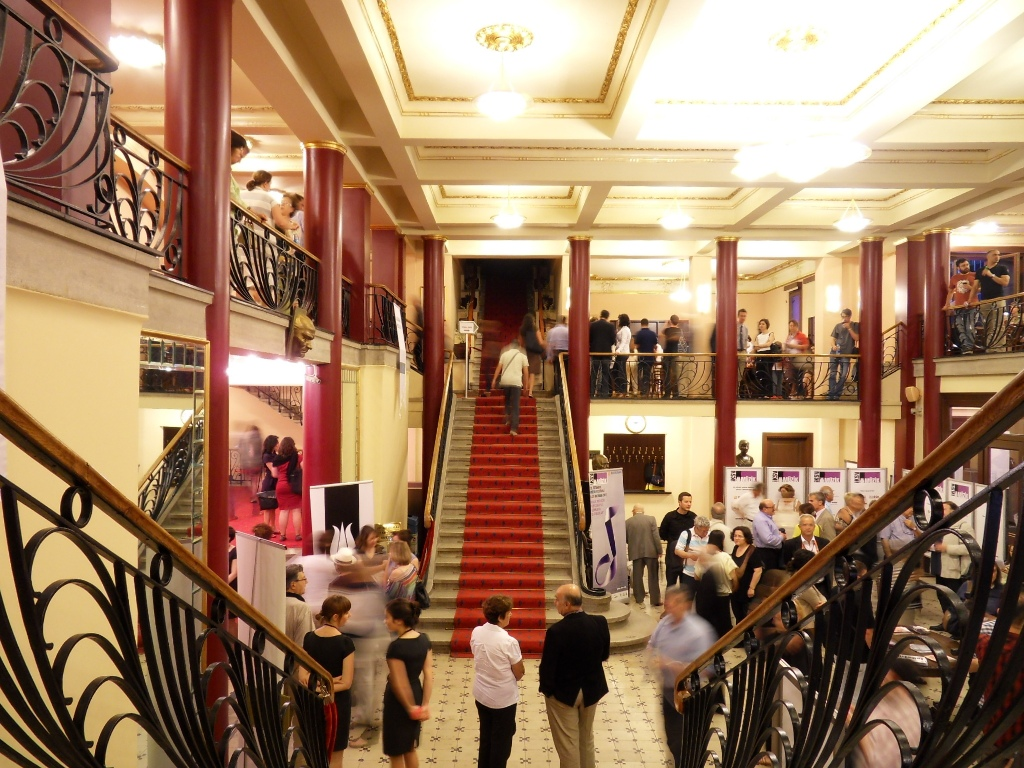
Foyer de l'Opéra de Süreyya.

Début 2006, la municipalité de Kadıköy, dirigée par le maire Selami Öztürk, a lancé un projet de réaménagement après avoir loué le bâtiment en août 2005 à l'Association Darüşşafaka pour une durée de 40 ans . La restauration a inclus les fresques au plafond et sur les murs, et les sculptures sur la façade. Les travaux de construction ont duré près de deux ans et le coût s'est élevé à environ 14 millions de livres turques (environ 9 millions de dollars) .
L'Opéra Süreyya a rouvert le 14 décembre 2007 avec l'interprétation de l'oratorio Yunus Emre (Opus 26) d'Ahmet Adnan Saygun. Ainsi, le rêve de Süreyya Pacha d'un opéra est devenu réalité après 80 ans .
La scène du théâtre a une largeur de 14 mètres, une profondeur de 10 mètres et une hauteur de 4,90 mètres, avec une fosse d'orchestre ajoutée récemment. 14 vestiaires ont été construits sans changer l'architecture du bâtiment. La capacité de l'opéra est de 570 places . La salle de bal du deuxième étage peut accueillir 500 personnes .
L'opéra abrite l'Opéra et le Ballet d'État d'Istanbul. Des spectacles d'opéra et de ballet sont organisés trois jours par semaine dans les lieux. Le lieu accueille également des événements tels que des expositions d'art, des festivités et des célébrations comme le bal de la Fête de la République.